# Atef

Atef-korona

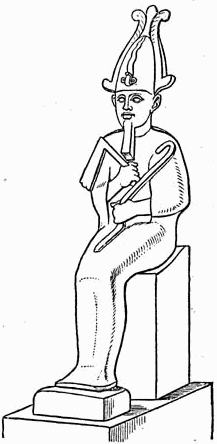
Ozírisz az Atef koronát viselve

Az atef Ozirisz egyiptomi istenség fehér koronája. Magában egyesíti a hedzsetet, Felső-Egyiptom koronáját az Ozirisz-kultuszhoz kapcsolódó vörösmadártollal. Ez azonosítja Oziriszt a festményeken. A korona az isten alvilág fölötti uralmának a jelképe. A tollakat leszámítva azonos a fehér koronával, a hedzsettel, ami predinasztikus eredetű, és Felső-Egyiptom jelképévé vált.